# Rain mit Hecken
Das Gebiet Rain mit Hecken ist ein vom Landratsamt Saulgau am 9. September 1940 durch Verordnung ausgewiesenes Landschaftsschutzgebiet auf dem Gebiet der Gemeinden Oggelshausen, Seekirch und Tiefenbach  im Landkreis Biberach in Baden-Württemberg.

## Lage und Beschreibung
Das etwa 10 Hektar große Landschaftsschutzgebiet besteht aus drei Teilgebieten, von denen zwei zwischen Tiefenbach und Oggelshausen und eines nördlich von Tiefenbach liegen. Das Gebiet umfasst ein altes Kliff des Federsees, welches sich heute als ca. 10 m hohe Hangkante darstellt, die sich östlich des Federseerieds von Norden nach Süden zieht. Der Hang ist überwiegend mit Bäumen und Gebüschen bewachsen. Er markiert die Grenze der Naturräume Donau-Ablach-Platten und Riß-Aitrach-Platten. Im Nordosten grenzt das Landschaftsschutzgebiet unmittelbar an das Naturschutzgebiet Federsee an.